# Rudniki (Gdańsk)

Lage des Stadtbezirks Rudniki in Danzig

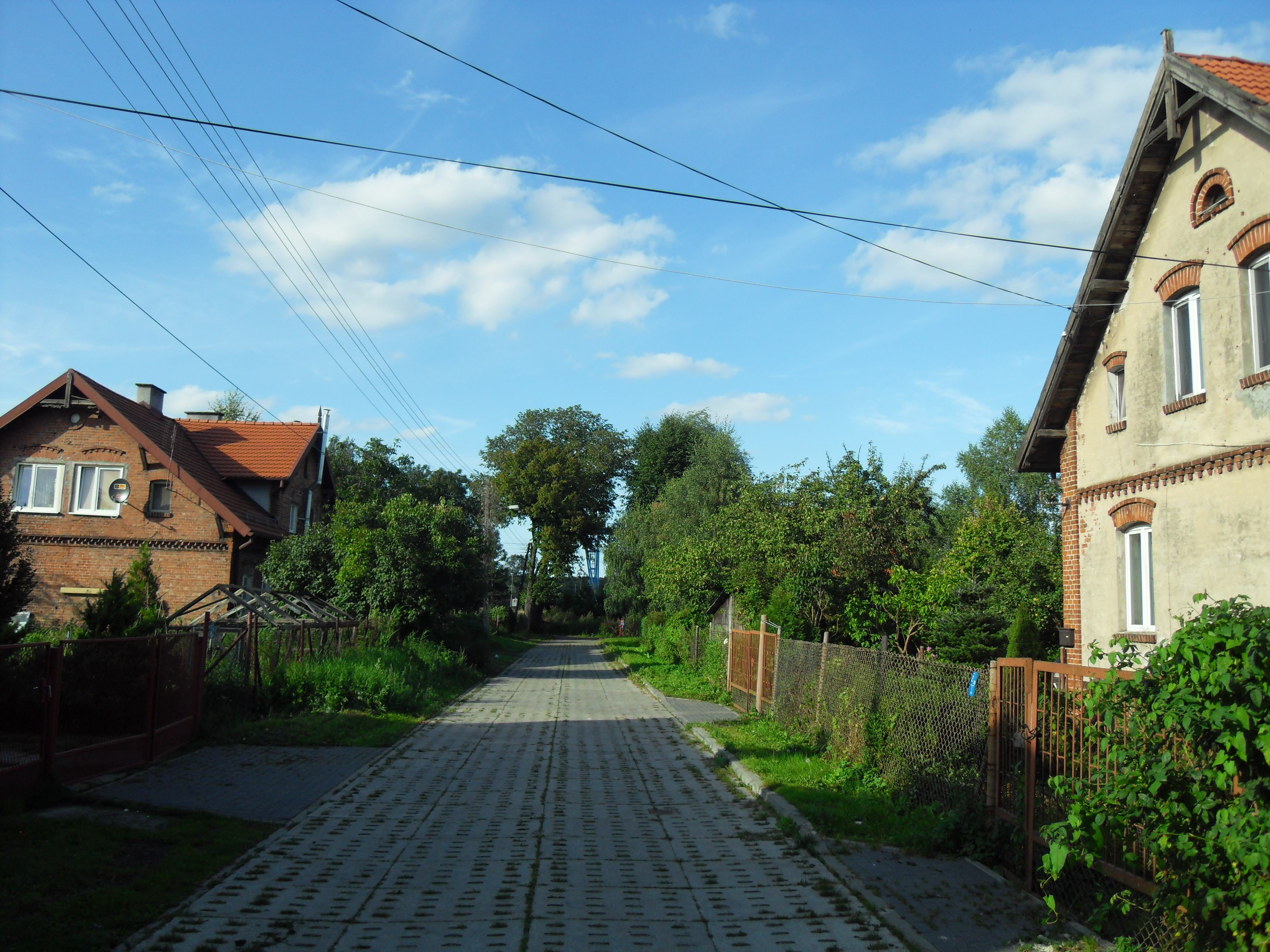
Rudniki, Ortsteil

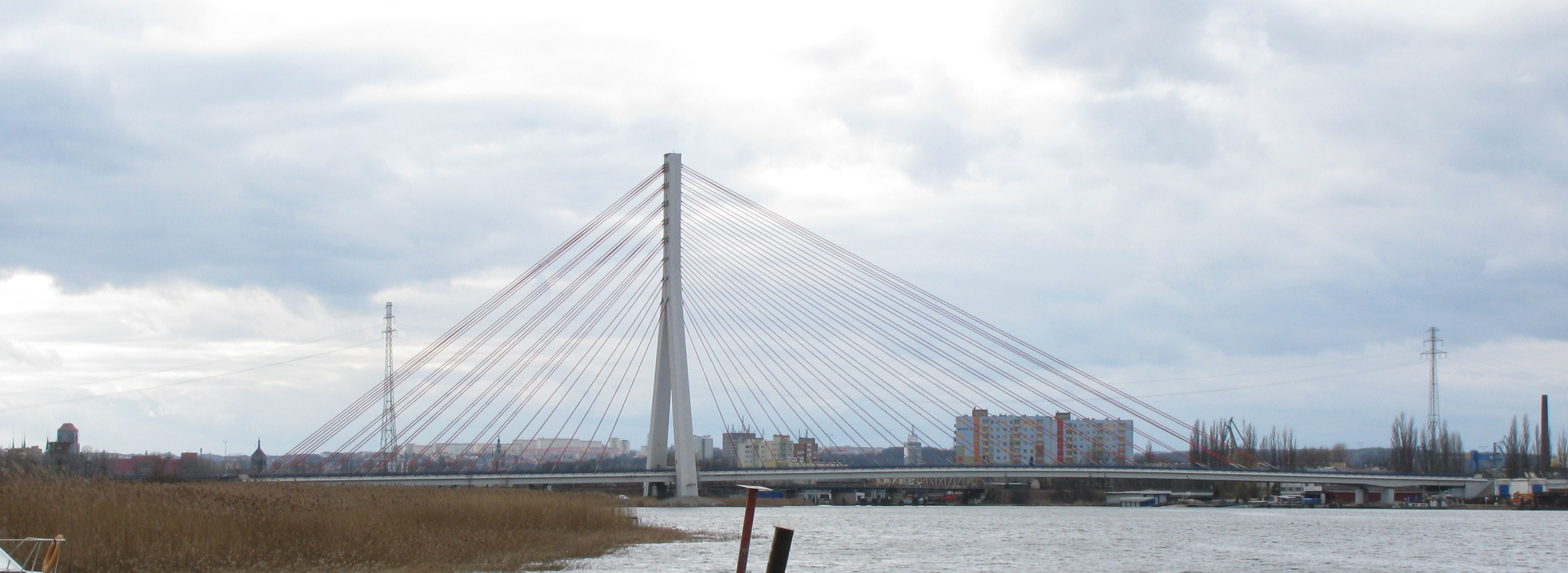
Brücke über die Tote Weichsel

Rudniki (kaschubisch Rudniczi; deutsch Bürgerwiesen und Plehnendorf) ist ein Stadtbezirk von Gdańsk (Danzig) in Polen, dieser umfasst eine Fläche von 14,2 km² und zählt 1452 Einwohner mit einer Bevölkerungsdichte von 102 Einwohnern/km². Das Gebiet kam 1933 administrativ zur Stadt Danzig.

## Geographie
Der Bezirk liegt im Osten der Stadt und grenzt an die Bezirke Olszynka, Innenstadt und die Landgemeinde Pruszcz Gdański (Praust). Im Norden grenzt Rudniki an die Martwą Wisłą (Tote Weichsel) und im Westen an die Wassergräben der ehemaligen Festungsanlagen. Jenseits der Toten Weichsel liegen die Stadtbezirke Przeróbka, Stogi, Krakowiec-Górki Zachodnie und Wyspa Sobieszewska. 
Das Gebiet gehört vollständig zum Weichseldelta. Die Orte haben noch dörfliche Prägung, jedoch wird eine beträchtliche Fläche von Industriebetrieben und der Danziger Ölraffinerie der Grupa LOTOS eingenommen.

### Gliederung
- Biały Dworek (Weißhöfer Außendeich)
- Błonia (Bürgerwiesen)
- Gęsia Karczma (Ganskrug)
- Kryzel
- Miałki Szlak (Sandweg)
- Płonia Mała (Klein Plehnendorf)
- Płonia Wielka (Groß Plehnendorf)
- Reduta Płońska (Rückfort)
- Reduta Tylna

## Geschichte
In Bürgerwiesen befanden sich die Wiesen und Weiden der Hansestadt Danzig. Zu Klein Plehnendorf gehörte bis 1942 der Wohnplatz Krakauer Kämpe auf der gleichnamigen Insel.

## Bauwerke
- Most im. Jana Pawła II (Johannes Paul II.-Brücke), 1999–2001 errichtet, die Schrägseilbrücke überspannt mit 380 m Länge die tote Weichsel
- Danziger Ölraffinerie
- Güterbahnhof der Raffinerie.